# Penectomia

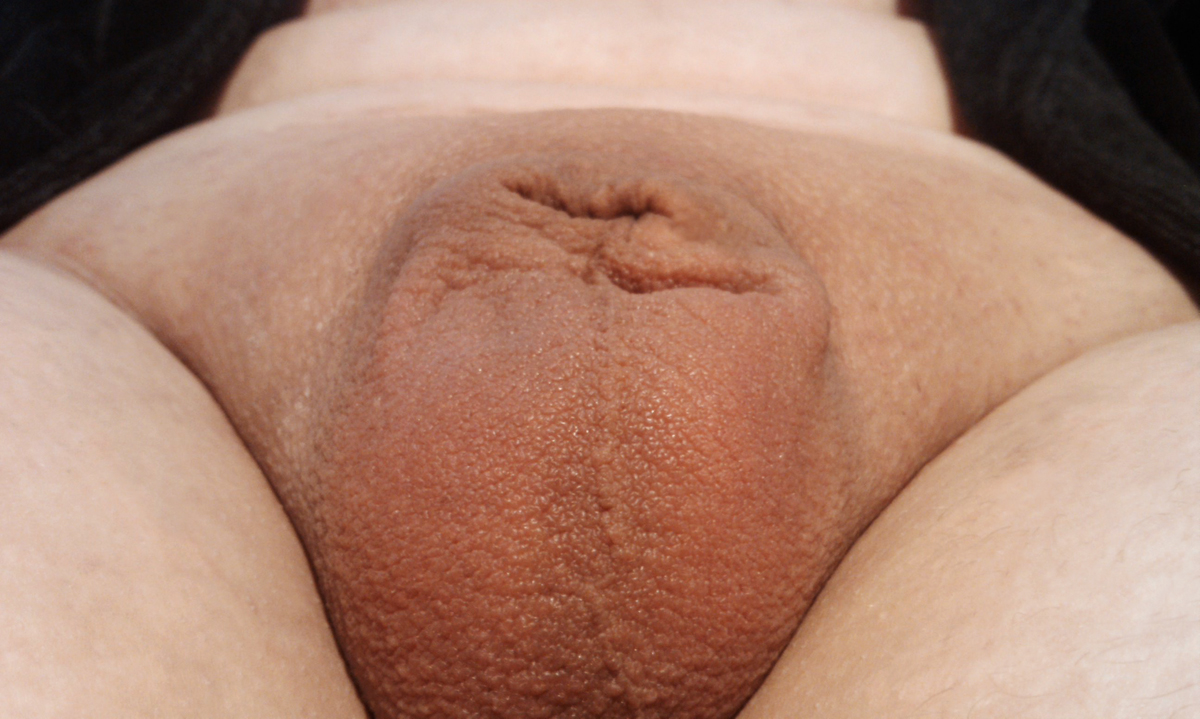
Penectomia

Penectomia é uma técnica cirúrgica que consiste na retirada cirúrgica exclusivamente do pênis, também chamada falectomia.